# ビション・フリーゼ
ビション・フリーゼ（Bichon Frisé）は、犬の品種。

## 歴史・外見上の特徴
フランス原産の犬。「ビション」はマルチーズ、「フリーゼ」は巻き毛という意味。特徴は純白の巻き毛。愛玩犬にもかかわらず特殊な遺伝的疾患もなく、きわめて健康的な体質と健全な心をもつ稀な犬種でもある。その起源は古く、14世紀にはその存在が認められている。体重は3kg ～10kgで個体差が大きい。
地中海沿岸で「バルビー」と呼ばれていた大型のウォータードッグと、白い小型犬（マルチーズ等）を掛け合わせて作られたのが起源。この掛け合わせは「バービションズ」という系統として確立され、その後「ビション」と省略された。 当時「ビション」の系統は「ビション・マルチーズ」「テネリフェ」「ボロニーズ」「ハバニーズ」の4種類に分けられたが、その中で船乗りがカナリア諸島のテネリフェ島に持ち込んだとされている「テネリフェ」が後のビション・フリーゼとほぼ同じ犬種といわれている。
14世紀には船乗りたちがテネリフェ島からイタリアへ持ち込み、上流階級の人々の愛玩犬として注目を集めた。16世紀にはフランスのイタリア侵攻後にフランスに渡り、フランソワ1世やアンリ3世の愛玩犬として愛され、各地に人気が広まった。 
ヨーロッパ各地に人気が広まって数世紀後、人気は停滞気味となり上流階級の愛玩犬からどこにでもいる家庭犬へ。道行く人々に芸を披露したり、サーカスなどで大道芸人たちに愛され、かろうじて生き延びることとなる。 
第一次世界大戦により絶滅の危機に襲われることになり、保護した兵士たちもいたが、この犬種を絶滅から救おうという動きはほとんどなかったに等しい。後に数人のフランス人繁殖家たちがビション・フリーゼの救済運動に乗り出し、1933年、正式に「ビション・プワル・フリーゼ」（巻き毛のビション）と命名される。 
その後、第二次世界大戦により再び存続の危機に見舞われるが、1950年代にアメリカに持ち込まれ、綿帽子のような大きな頭の「パウダーパフ」スタイルが開発された。その斬新なヘアー・カットからたちまち人気を集め、1971年にはAKCに承認された。

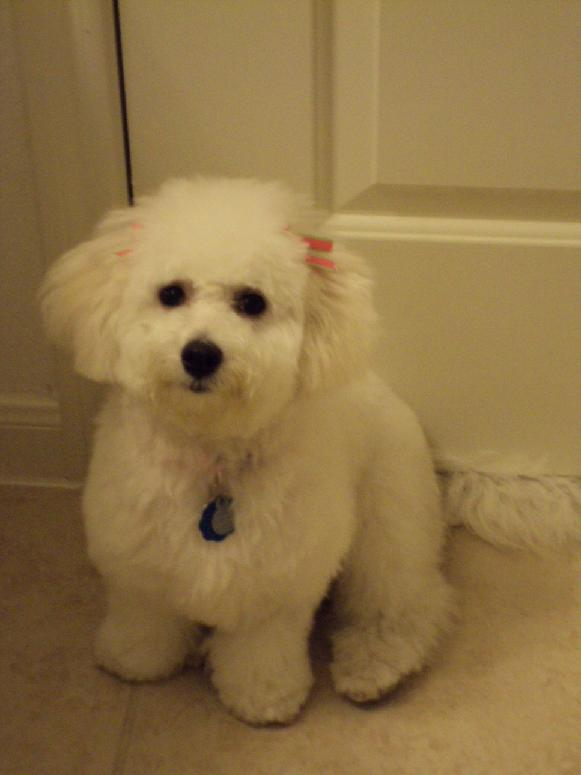
テディベアカットのビション・フリーゼ

## 性格

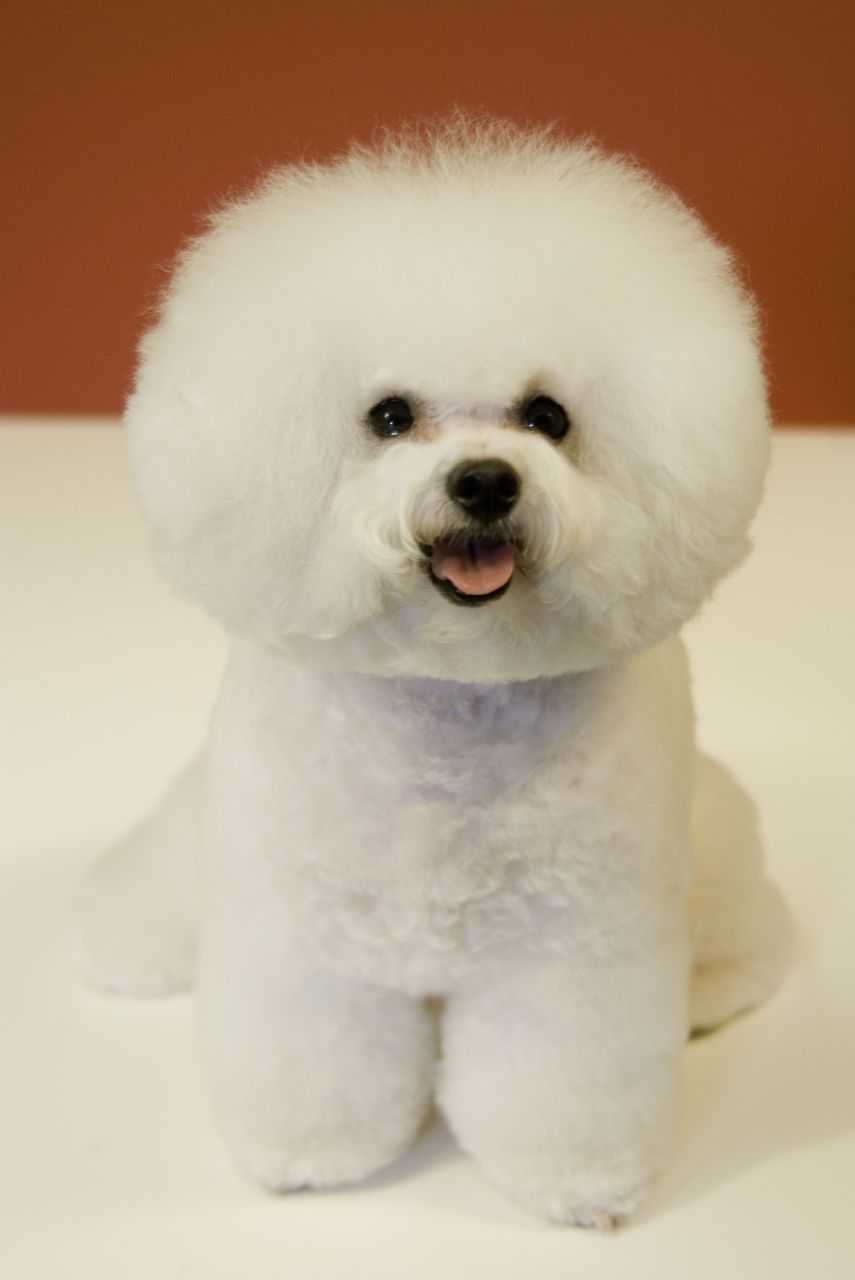
ビション・フリーゼ

性格は陽気で、動物大好き・人間大好きであり、人なつっこい。家族に非常に従順で、基本的に聞き分けはよい方である。番犬にも向くが、ネコのような奇妙な特徴をもつ犬種。

## 健康
飼いやすい犬種だが、小型犬であるにもかかわらず非常に活発で、ある程度の運動が必要となる。個体にもよるが、階段の上り下りなど、本来犬が苦手とする行為も軽々とこなす。病気はあまりないが、人が大好きなので、放って置くとストレス性の疾患に注意が必要。長生きな為、長く付き合う覚悟が必要。脱毛しにくい。耳の病気が多い。
また、大型犬とも上手にコミュニケーションし、犬同士での喧嘩をあまりしない。
大体13年から16年の寿命だが、21年生きたビション・フリーゼもいる。